# 東京都立第五福龍丸展示館
東京都立第五福龍丸展示館（日语：東京都立第五福竜丸展示館）是一座位於日本東京都江東區夢之島夢之島公園內的展示設施，該館舍以展示第五福龍丸為主題。
建築的設計由杉建築設計事務所的杉重彦負責。該建築榮獲第13屆（2013年度）日本建築師協會25年獎。

## 沿革
1954年（昭和29年）3月1日，日本遠洋鮪漁船第五福龍丸在美國海軍進行的水下氢弹試爆（代號：城堡行動）中，遭受到的汙染，引發了一次輻射暴露事件。導致通信員久保山愛吉身亡。美方建議在去除放射性物質後則對船體進行廢棄處理，然而日本方面則強烈主張保存船體作為未來的資料。最終，由當時的文部省以購買方式解決。在東京都港區的東京水產大學進行約2年的殘留輻射能測試。確認安全後，船體在三重縣伊勢市大湊町的強力造船所進行了改造。
其中船甲板進行了更換，魚倉的大部分被改建為教室，船體經過重新塗白。作為東京水產大學的練習船隼丸（はやぶさまる）用於學生的航海實習10年，1967年，由於船體老朽，擁有單位決定將隼丸報廢，在拆除掉一些還可以繼續使用的零件並拋棄至御濱町沖後後，將身送則到東京都江東區夢之島旁的第15號掩埋場拆解拋棄。但在同年，東京都的一些政府職員發現到它的存在而發起保存舊船的運動，江東區的居民紛紛發聲要求保存。隨著保存聲勢的高漲，當地義工以30萬日元的價格購回了船體，並在全日本進行保存募捐和簽名活動。
1973年，隨著「被爆的證人：第五福龍丸保存呼籲」的提出，第五福龍丸保存委員會成立。當時擔任東京都知事的美濃部亮吉及其他各界名人均參與其中，使得針對該船隻的保存運動逐漸擴大。在此期間進行了將船名恢復為「第五福龍丸」的工作，並舉辦了使船體更美觀的活動，包括聚會、寫生會、風箏升空大賽、俳句會等。同年底，第五福龍丸保存和平協會（1974年更名為第五福龍丸和平協會）成立。船體由該協會捐贈給東京都，並於1976年6月10日開館，以祈願不再發生由原子彈和氫彈引起的悲劇。
1996年12月，經由當地運動、募捐等，成功將原先沉沒在御濱町沖的引擎打撈上來。在暫時在母港焼津等地展示後，被東京都接收，於2000年1月開始進行展示。2018年7月，為了修復老舊的建築而進行暫時休館，並於2019年4月2日重新開放。展覽則進行擴充，包括了原船員的口述證言和船內的3D影像等。

## 展示物

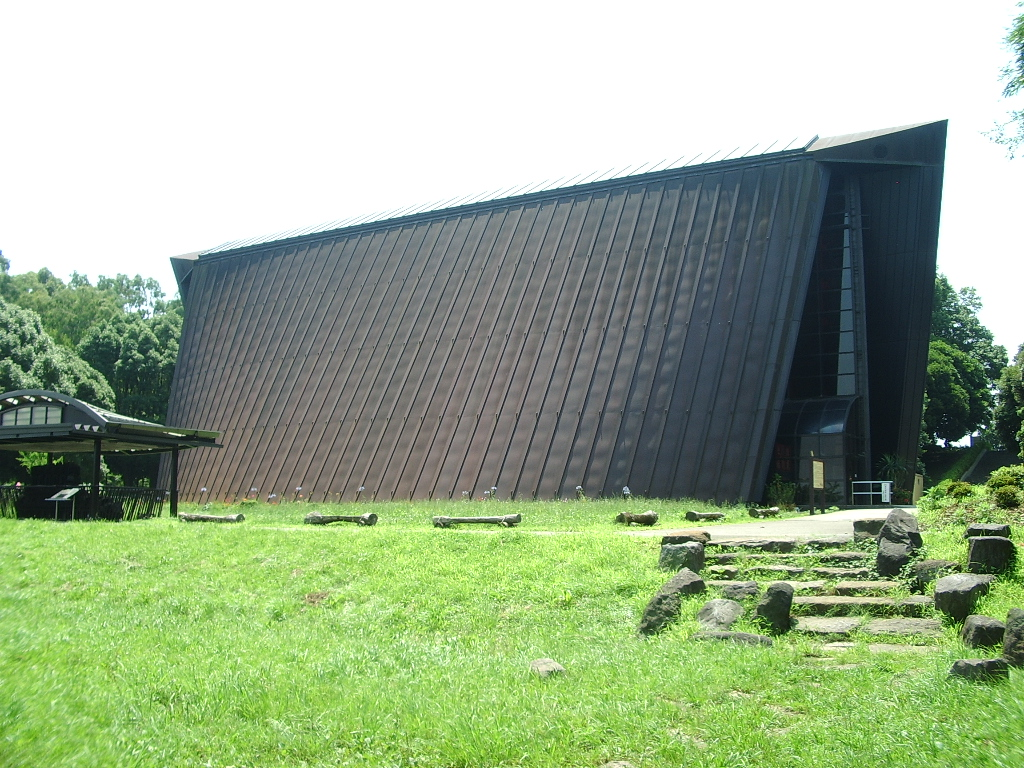
展示館外觀
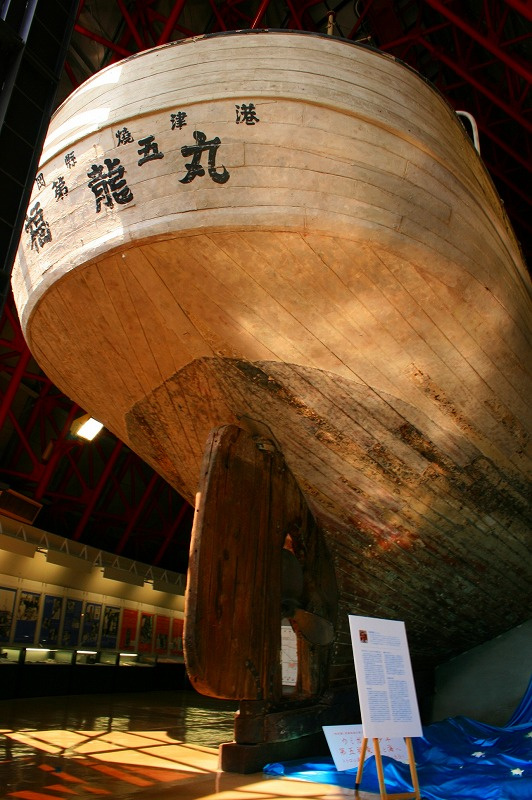
第五福龍丸船體
- 船體上的放射性落下灰
- 當時的行事曆和事件紀錄的日誌
- 盖革计数器
- 船員手記及證言錄
- 收到的慰問信
- 馬紹爾群島核災的區域
- 全球被曝（英语：被曝）倖存者區
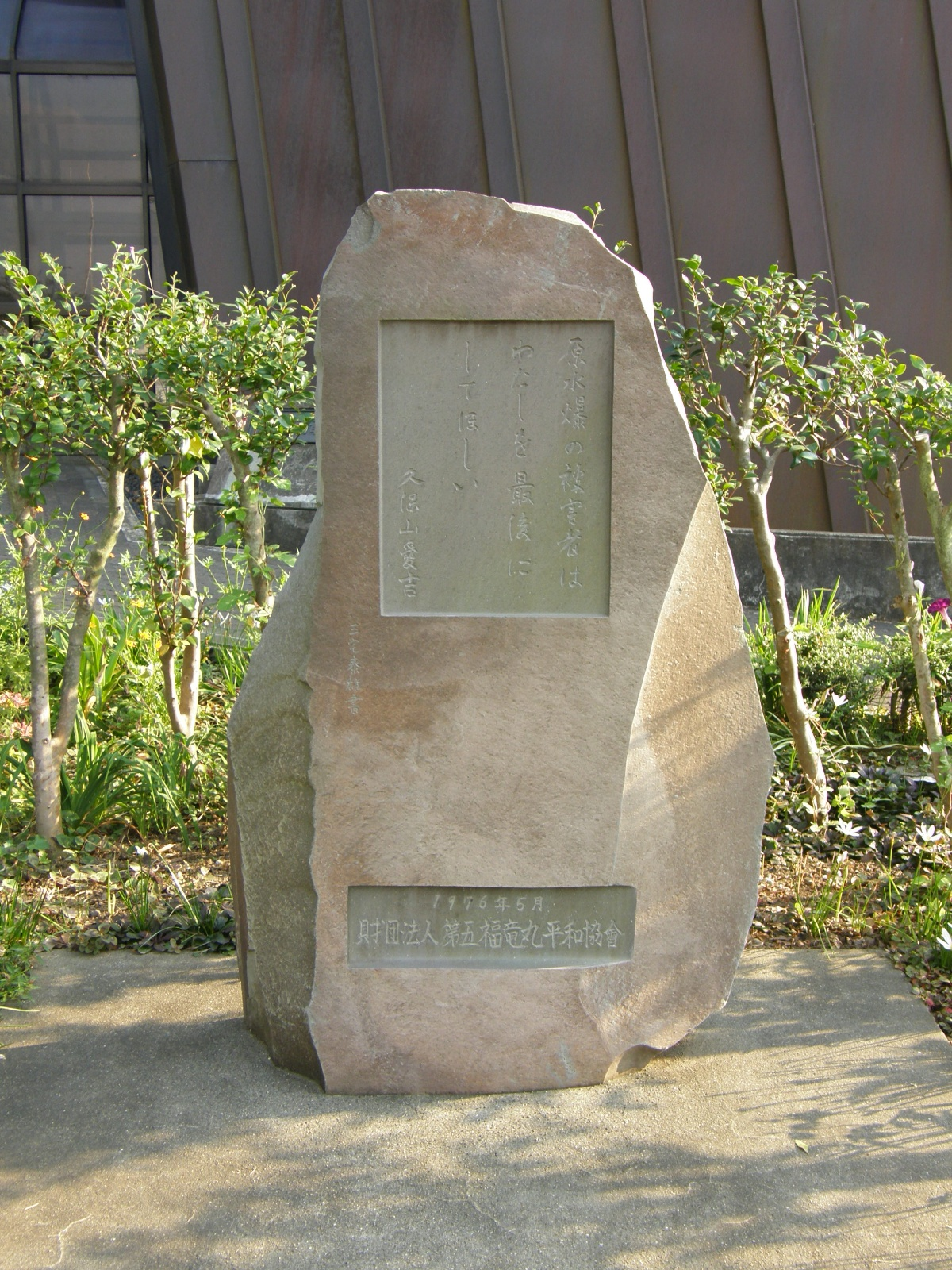
久保山紀念碑（戶外）
- 鮪魚塚（戶外）
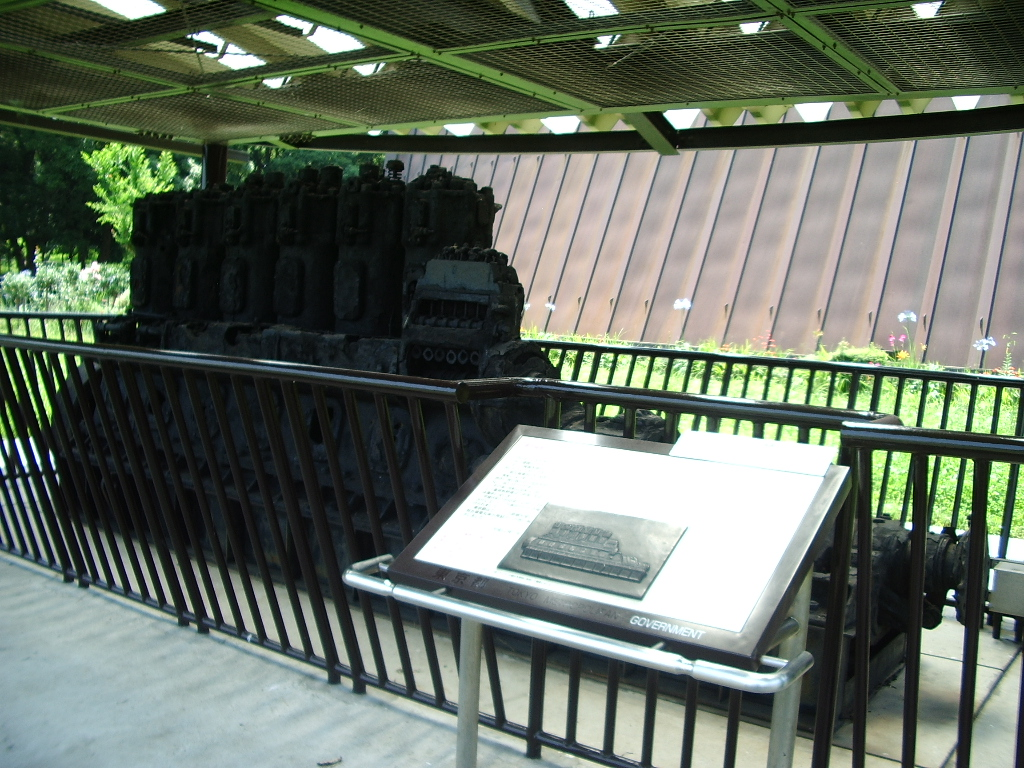
第五福龍丸引擎（戶外）

- 展示館外觀
- 第五福龍丸船尾
- 久保山紀念碑
- 第五福龍丸引擎

### 書籍
- 第五福竜丸平和協会編・川崎昭一郎監修『フィールドワーク第五福竜丸展示館』、平和文化、2007年、ISBN 978-4-89488-035-1
- 公益財団法人第五福竜丸平和協会, , 公益財団法人第五福竜丸平和協会, 2016
- 杉末廣『はばたけ！紀伊半島から　第五福竜丸のエンジン引き揚げ』、海南タイムズ社、2001年

## 外部連結
- 東京都立第五福龍丸展示館官方網站 （页面存档备份，存于）